# Tomba di Stile Orientalizzante
La Tomba di Stile Orientalizzante è una delle circa quindici tombe etrusche dipinte conosciute a Chiusi. Si trova nella necropoli di Poggio Renzo, a poca distanza dall'abitato e dalla Tomba della Scimmia.
Si tratta di una delle tombe attribuite come più antiche, databile verso il 600 a.C., per via dell'uso della tecnica di applicare il colore direttamente sulle pareti di tufo, con un'incisione come preparazione. La pianta della tomba aveva forma rettangolare e l'unico vano era diviso verso il fondo in due da un tramezzo. Le pitture, che erano visibili nel XIX secolo, sono oggi sparite. Il soffitto era decorato da un motivo a linee longitudinali rosse con tratti neri. Le pitture sulle pareti, eseguite in rosso e nero, rappresentavano una serie di animali reali e fantastici (leoni alati, grifo, pantera alata, sfingi, oca) in stile orientalizzante (da cui il nome), secondo il gusto eclettico greco-italico dell'epoca.